# 후안 델라 크루즈
《후안 델라 크루즈》(스페인어: Juan dela Cruz)는 2013년 방영된 필리핀의 드라마이다.